# Campionati africani femminili di pallacanestro
I campionati africani femminili di pallacanestro FIBA, conosciuti come FIBA AfroBasket Women, sono una competizione sportiva continentale a cadenza biennale organizzata dalla FIBA Africa, la federazione africana della pallacanestro.
Si tratta di un torneo tra nazionali, che assegna il titolo di Campione d'Africa alla nazionale vincitrice, ed è di solito valevole per la qualificazione ai Giochi olimpici e ai Campionati mondiali femminili di pallacanestro.
Il primo campionato africano di pallacanestro si tenne nel 1966, e fu vinto dall'Rep. Araba Unita (al tempo Repubblica Araba Unita). Detentrice del torneo è invece la Nigeria, che nel 2021 ha battuto il Mali.

## Edizioni e albo d'oro
| 1966 dettagli | Guinea         | Rep. Araba Unita | Guinea           | Rep. Centrafricana |
| 1968 dettagli | Egitto         | Rep. Araba Unita | Senegal          | Mali               |
| 1970 dettagli | Togo           | Madagascar       | Rep. Araba Unita | Senegal            |
| 1974 dettagli | Tunisia        | Senegal          | Tunisia          | Egitto             |
| 1977 dettagli | Senegal        | Senegal          | Egitto           | Togo               |
| 1979 dettagli | Somalia        | Senegal          | Somalia          | Ghana              |
| 1981 dettagli | Senegal        | Senegal          | Zaire            | Angola             |
| 1983 dettagli | Angola         | Zaire            | Senegal          | Camerun            |
| 1984 dettagli | Senegal        | Senegal          | Zaire            | Camerun            |
| 1986 dettagli | Mozambico      | Zaire            | Mozambico        | Angola             |
| 1990 dettagli | Tunisia        | Senegal          | Zaire            | Mozambico          |
| 1993 dettagli | Senegal        | Senegal          | Kenya            | Mozambico          |
| 1994 dettagli | Sudafrica      | RD del Congo     | Senegal          | Angola             |
| 1997 dettagli | Kenya          | Senegal          | RD del Congo     | Nigeria            |
| 2000 dettagli | Tunisia        | Senegal          | Tunisia          | RD del Congo       |
| 2003 dettagli | Mozambico      | Nigeria          | Mozambico        | Senegal            |
| 2005 dettagli | Nigeria        | Nigeria          | Senegal          | Mozambico          |
| 2007 dettagli | Senegal        | Mali             | Senegal          | Angola             |
| 2009 dettagli | Madagascar     | Senegal          | Mali             | Angola             |
| 2011 dettagli | Mali           | Angola           | Senegal          | Mali               |
| 2013 dettagli | Mozambico      | Angola           | Mozambico        | Senegal            |
| 2015 dettagli | Camerun        | Senegal          | Camerun          | Nigeria            |
| 2017 dettagli | Mali           | Nigeria          | Senegal          | Mali               |
| 2019 dettagli | Senegal        | Nigeria          | Senegal          | Mali               |
| 2021 dettagli | Camerun        | Nigeria          | Mali             | Camerun            |
| 2023 dettagli | Ruanda         | Nigeria          | Senegal          | Mali               |
| 2025 dettagli | Costa d'Avorio | Nigeria          | Mali             | Sudan del Sud      |

## Medagliere per nazioni
Dati aggiornati all'edizione 2025
| Nazionale          | Oro | Argento | Bronzo | Totale |
| Senegal            | 11  | 9       | 3      | 23     |
| Nigeria            | 7   | 0       | 2      | 9      |
| RD del Congo       | 3   | 4       | 1      | 8      |
| Angola             | 3   | 0       | 5      | 8      |
| Egitto             | 2   | 2       | 1      | 5      |
| Mali               | 1   | 3       | 5      | 9      |
| Madagascar         | 1   | 0       | 0      | 1      |
| Mozambico          | 0   | 3       | 3      | 6      |
| Tunisia            | 0   | 2       | 0      | 2      |
| Camerun            | 0   | 1       | 3      | 4      |
| Guinea             | 0   | 1       | 0      | 1      |
| Kenya              | 0   | 1       | 0      | 1      |
| Somalia            | 0   | 1       | 0      | 1      |
| Rep. Centrafricana | 0   | 0       | 1      | 1      |
| Togo               | 0   | 0       | 1      | 1      |
| Ghana              | 0   | 0       | 1      | 1      |
| Sudan del Sud      | 0   | 0       | 1      | 1      |